# Мурени
Мурените (Muraena) са род змиоркоподобни риби от семейство Муренови (Muraenidae).

## Разпространение и местообитание
Родът се среща в изобилие в тропическите и субтропическите части на Средиземноморието, особено в скалистите части или в кораловите рифове. Също така някои видове се срещат в Атлантическия и Индийския океан, както и покрай бреговете на Австралия.

## Описание
Някои от тропическите видове надвишават 150 cm на дължина, но повечето от видовете са малко по-малки.
Имат дълга перка, започваща от главата и простираща се по гърба до опашката. Всички видове са лишени от гръдни и коремни плавници. Кожата е без люспи и гладка, и при много от видовете е украсена с разнообразни и ярки цветове, поради което тези риби често се бъркат със змии. Най-често тялото им е в кафяви цветове, маркирано с големи жълтеникави петна, всяко от които съдържа по-малки кафяви петна.
Устата е широка, а челюстите са силни и въоръжени обикновено с островърхи зъби, които помагат на мурените не само да ловуват, но и да нанасят сериозни, а понякога и опасни рани на своите врагове.

## Видове
Род Мурени
- Вид Muraena appendiculata (Guichenot, 1848)
- Вид Muraena argus (Steindachner, 1870)
- Вид Muraena augusti (Kaup, 1856)
- Вид Muraena australiae J. Richardson, 1848
- Вид Muraena clepsydra C. H. Gilbert, 1898
- Вид Muraena helena Linnaeus, 1758 – Европейска мурена
- Вид Muraena lentiginosa Jenyns, 1842
- Вид Muraena melanotis (Kaup, 1860)
- Вид Muraena pavonina J. Richardson, 1845
- Вид Muraena retifera Goode & T. H. Bean, 1882
- Вид Muraena robusta Osório, 1911
- Вид Muraena kidakoAnguilla, 1856